# 消防司令

消防司令の階級章

消防司令（しょうぼうしれい）は、日本の消防吏員の階級の一つ。上から6番目。消防司令長の下、消防司令補の上。

## 概要
消防司令の階級は、消防組織法第十六条第二項の規定に基づき、上位に消防総監、消防司監、消防正監、消防監、消防司令長、下位に消防司令補、消防士長及び消防士と定められている。
この階級を有する者は全国にいる消防吏員約16万人のうち、約13%である。

## 階級の基準
【出典】
- 東京消防庁
  - 本部 - 課長補佐、係長
  - 消防署 - 大隊長、課長補佐、係長
- 政令指定都市の消防部局
  - 本部 - 課長補佐、係長
  - 消防署 - 中隊長、課長
- 人口70万人以上の市町村の消防部局
  - 本部 - 課長補佐、係長
  - 消防署 - 中隊長、課長
- 消防吏員数200人以上又は人口30万人以上の市町村の消防部局
  - 本部 - 課長補佐、係長
  - 消防署 - 中隊長、小隊長、課長補佐
- 消防吏員数100人以上又は人口10万人以上の市町村の消防部局
  - 本部 - 課長補佐
  - 消防署 - 課長補佐
- 消防吏員数100人未満かつ人口10万人未満の市町村の消防部局
  - 本部 - 次長、課長、課長補佐
  - 消防署 - 署長、副署長、大隊長